# Myelois pumicosa
Myelois pumicosa is een vlinder uit de familie van de snuitmotten (Pyralidae). De wetenschappelijke naam van de soort is voor het eerst geldig gepubliceerd in 1855 door Lederer.